# 寺西化学工業
寺西化学工業株式会社（てらにしかがくこうぎょう）は、大阪府大阪市旭区に本社を置く、文具・事務用品の製造販売をおこなう企業である。1916年創業。
コーポレート・メッセージは「ライフスタイルに、イロどりを。」

## 会社概要
1953年に発売され、今日まで発売され続けるロングセラー商品「マジックインキ」の発売元としてその名を知られる。この他にも、同社が所有する「ギター」ブランドの描画材の製造販売でもその名を知られている。
主に油性・水性フェルトペンの銘柄は「マジックインキ」、美術用絵の具類の銘柄は「ギター」とに区別されており、2つのブランドで長きに渡って、安定した知名度を持つ。
かつては1970年代から1980年代にかけて「♪お空の色はどんな色、お山の色はどんな色、夕焼けの色は？ギターペイント」というテレビCMソングが放映されていた。

## 所在地
- 本社
  - 〒535-0004 大阪市旭区生江2丁目13番11号
- 出雲本社工場
  - 〒693-0058 島根県出雲市矢野町388番地
- 東京支社
  - 〒110-0014 東京都台東区北上野1丁目1番12号 吉川ビルディング7階
- 名古屋営業所
  - 〒456-0053 名古屋市熱田区一番2丁目2番6号 ナカバヤシ名古屋支店ビル 3階

## 沿革
- 1916年4月 - 初代社長・寺西長一により、寺西化学工業所として現在の本社地にて創業。
- 1948年11月 - 資本金200万円で株式会社に組織変更。ギターパスを発売。
- 1951年11月 - ギターペイント発売。
- 1953年4月 - マジックインキ発売。
- 1973年12月 - 寺西俊介が代表取締役社長に就任。
- 2000年2月 - 寺西寿三が代表取締役社長に就任。
- 2008年 - マジックインキ発売55周年を記念して「カラフルマジックキャンペーン」を開催。
- 2018年7月 - 創業家一族が保有する株式12.7%をナカバヤシ株式会社へ譲渡。
- 2019年6月 - 中林一良が代表取締役社長に就任。
- 2020年9月 - 守口工場が出雲本社工場に移転。